# Louboutins
«Louboutins» es un sencillo de la cantante y actriz estadounidense Jennifer Lopez. La canción fue escrita y producida por Terius «The-Dream» Nash junto con Christopher «Tricky» Stewart. La canción originalmente había sido grabada por la cantante Brandy, pero al renunciar a Epic Records, la canción quedó a manos de la discográfica, quien ofreció a Lopez el poder de interpretarla. «Louboutins», se había planeado ser el primer sencillo del séptimo álbum de estudio de Lopez Love?, pero fue excluido debido al cambio de discográfica de la cantante, en ese caso «On the Floor» sirvió como primer sencillo del álbum.
López estrenó «Louboutins» en los American Music Awards el 22 de noviembre de 2009, en la que accidentalmente cayó sobre su trasero en el medio de la presentación. Hizo su estreno en la radio estadounidense un día más tarde en KIIS-FM en el programa On Air with Ryan Seacrest antes de ser estrenado el 8 de diciembre de 2009. Fue lanzado luego como descarga digital el 21 de diciembre en los Estados Unidos y Canadá.

## Antecedentes
Durante una entrevista con la revista Vibe en noviembre de 2009, Tricky Stewart reveló que estaba trabajando con Def Jam Records para el próximo álbum de Lopez. Entonces reveló que él y The-Dream había producido originalmente «Louboutins» para la cantante de R&B Brandy.«Ella [Brandy] había grabado la canción para su álbum de 2008, Human».Brandy publicó una declaración en la que admitía que la canción era una vez de ella:. «Es cierto que tenía una canción llamada "Louboutins" que me encantó y sigue encantando a pedazos, pero Dios nunca te bendice con bendiciones de otra persona» Stewart reveló más tarde que cuando Brandy perdió a su oferta la canción era sobrante. Christian Louboutin dijo sentirse «halagado» de que Lopez había grabado una canción sobre sus diseños de zapatos y estaba agradecido de que ella le había preguntado si estaba pronunciando el nombre correctamente.

## Escritura y composición
«Louboutins» es una canción que «cuenta la historia de una mujer atrapada en una relación sin futuro con un hombre que claramente no la merece, y su viaje le hace darse cuenta de que con el tiempo y saliendo de él», su frustración de que su hombre no está 100% comprometido crece. En la introducción se dice que es similar a «4 Minutes» de Madonna con Justin Timberlake. Aunque la melodía es «respaldados con trompetas y sonidos de sintetizador».

## Listas
| País           | Lista                              | Posición |
| -------------- | ---------------------------------- | -------- |
| Estados Unidos | US Billboard Hot Dance Songs Chart | 1        |

## Historial de lanzamientos
| País           | Fecha                    | Formato               | Discográfica |
| -------------- | ------------------------ | --------------------- | ------------ |
| Estados Unidos | 8 de diciembre de 2009   | CHR/Mainstream Top 40 | Epic Records |
| Estados Unidos | 21 de diciembre de 2009. | Descarga digital      | Epic Records |